# Henri Brault
Pour les articles homonymes, voir Brault.
Henri René Adrien Brault, né le 12 juillet 1894 à Paris 4e et mort le 11 juillet 1964 à Épinal (Vosges), est un évêque catholique français, évêque de Saint-Dié de 1947 à 1964.

## Biographie

### Famille
Il est le fils de Clément Brault, employé d'administration et de madame, née Marie-Lucie Cayez.

### Formation
Après avoir effectué ses études secondaires au Collège Stanislas à Paris, il entre au grand séminaire d'Issy-lès-Moulineaux en 1912. La Première Guerre mondiale vient interrompre ses études. Il en sort sous-lieutenant après avoir été grièvement blessé, et titulaire de la croix de guerre. Il rejoint alors le séminaire jusqu'en 1921.

### Prêtre
Henri Brault est ordonné prêtre le 29 juin 1921 pour le diocèse de Paris.
Après son ordination, il est d'abord affecté comme vicaire à la paroisse de Pavillons-sous-Bois. Il est ensuite nommé missionnaire diocésain le 25 juin 1925 puis il prend la direction des missions diocésaines en 1934 jusqu'en 1947. Il accède à la dignité de chanoine honoraire de la cathédrale Notre-Dame de Paris en 1937.

### Évêque

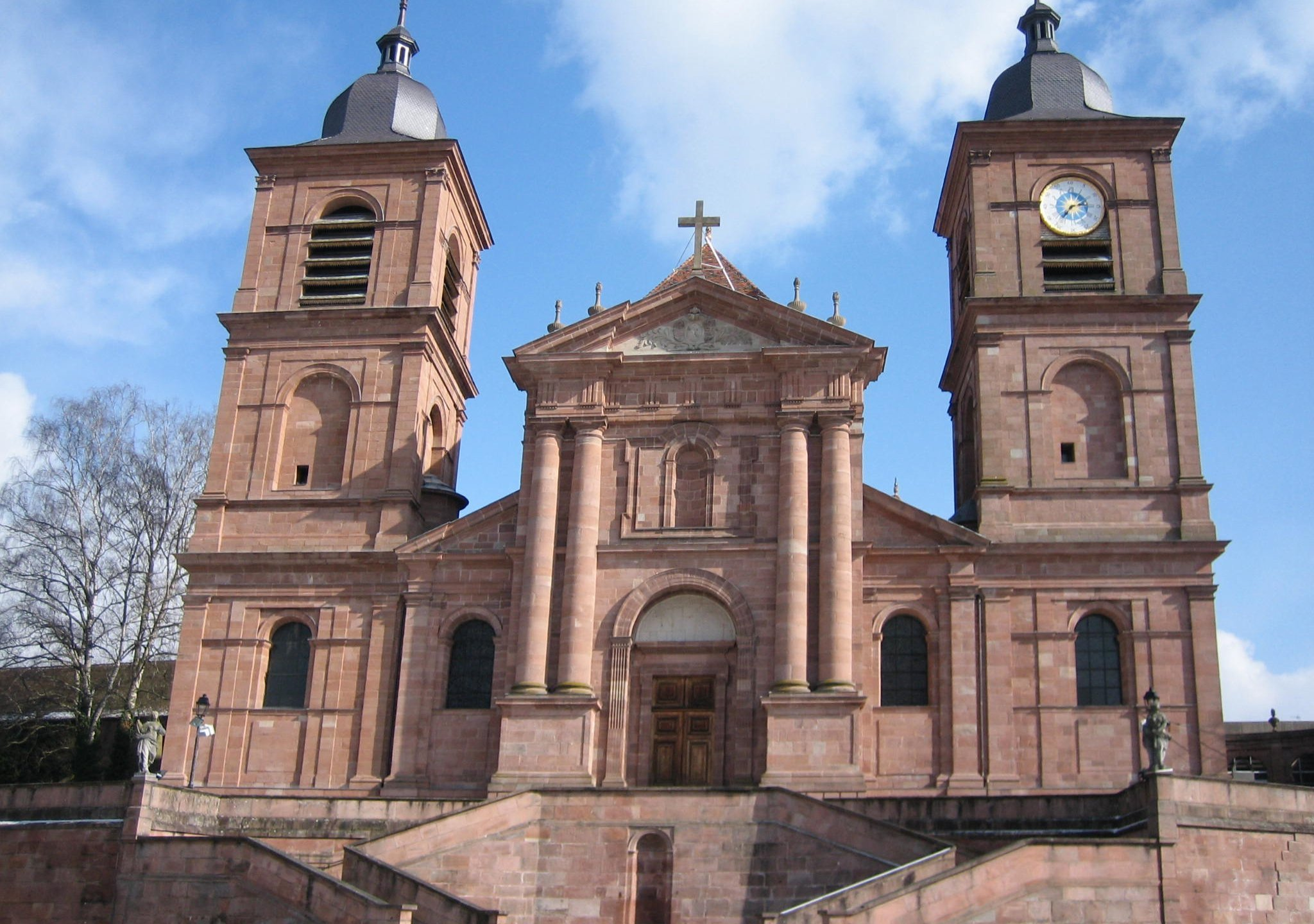
La cathédrale de Saint-Dié

Nommé évêque de Saint-Dié le 29 septembre 1947, il est consacré le 18 novembre de la même année en la cathédrale Notre-Dame de Paris par le cardinal Suhard, archevêque de Paris. Il prend possession de son siège épiscopal à Saint-Dié le 26 novembre 1947 alors que la cathédrale et une partie de la ville sont encore en ruines des suites de l'incendie de novembre 1944 provoqué par les troupes allemandes appliquant la stratégie de la terre brûlée lors de leur retrait.
Au printemps 1953, il transfère l'administration du diocèse de Saint-Dié à Épinal. Au lendemain de la guerre, il encourage la reconstruction des nombreuses églises du diocèse mutilées lors du second conflit mondial.
Il s'attache également à développer les mouvements d'Action catholique.
Il participe à partir de 1962 aux deux premières sessions du concile Vatican II.
Il meurt le 11 juillet 1964 et est inhumé en la cathédrale de Saint-Dié dans le caveau des évêques le 15 juillet 1964 .

## Décorations
Henri Brault est  :  
- Officier de la Légion d'honneur en 1954
  - Chevalier de la Légion d'honneur en 1920
- titulaire de la Croix de guerre 14-18